# クラスメイトはモンキー
『クラスメイトはモンキー』（My Gym Partner's a Monkey）は、アメリカ合衆国のテレビアニメ。アメリカでは2005年12月26日から2008年11月27日までカートゥーン ネットワークで放送され、日本でも2009年12月5日から同局で放送されている。

## あらすじ
人間の少年アダム・ライオン（Adam Lyon）は、苗字がライオンだったというだけの理由で、前にいたチェスター・A・アーサー中学から動物たちの学校であるチャールズ・ダーウィン中学に転校してしまった。これはアダムと親友の猿・ジェイクが巻き起こすドタバタ学園アニメである。

## 登場人物

### ダーウィン中学
アダム・ライオン（Adam Lyon）
声：ニカ・フッターマン/山下亜矢香
本作の主人公。12歳。ライオンという名字から、ダーウィン中学に通う破目になった少年。ジャングルの知識がない為、学校では薄幸な目に遭わされているが、素早い理解力で乗り越えている。
ジェイク・スパイダーモンキー（Jake Spidermonkey）
声：トム・ケニー/奈良徹
アダムの大親友のクモザル。常にテンションが高く、冒険心旺盛。かなりお調子者で、アダムを翻弄するトラブルメーカーでもある為、喧嘩も絶えないが、いざと言う時は、助けてくれる。頬とお尻をシリコンで整形している。
ループ
声：グレイ・デライル/日野未歩
おしゃべりなサンショクキムネオオハシ。（ただし、日本のカートゥーンネットワークの紹介ではオウムとなっている）
なお、原語版で話す言葉はややチカーノなまりがある。
ウィンザー・ゴリラ（Windsor Gorilla）
声：リック・ゴメス/乃村健次
ローランドゴリラ。時々、人々を混乱させる知恵を伝える。頭が良くて、穏やかな声で話す。スリップと一緒に行動していることが多い。　高校でフットボールをしている兄がいる。
ブル・シャーコウスキー（Bull Sharkowski）
声：フィル・ラマール/樫井笙人
オオメジロザメ。本名はVirgil Sharkowski（ベルギリウス・シャーコウスキー）。自分より小さな子供達を虐める暴れん坊で、ランチを奪うことが大好き。時折甲高い声を発する。陸上で移動するために水を満たしたヘッドホンをエラにつけている。エウリピデス（Euripedes）という姉がいる。
スリップ・パイソン（Slips Python）
声：リック・ゴメス/里見圭一郎
ミドリニシキヘビ。両腕がないのにTシャツを着ている。騙されやすく、成績はあまりよくない。親友はウィンザーで、高校生の姉がいる。
イングリッド（Ingrid Giraffe）
声：グレイ・デライル/兒玉彩伽
キリン。
ヘンリー
声：トム・ケニー
学校のレポーターも務めているアルマジロ。
Dickie Sugarjumper
声：トム・ケニー
フクロモモンガ。
フロッグ校長（Principal Poncherello Pegone Pixiefrog）
声：モーリス・ラマーシュ/大久保利洋
ダーウィン中学の校長であるアフリカウシガエル。
Mrs. Geraldine Sharon Warthog
声：グレイ・デライル
イボイノシシ。
Mr. Maurice Bob Mandrill
声：モーリス・ラマーシュ
マンドリル。ボンゴが得意なカウンセラー。
ホーンビル先生（Mr. Cyrus Q. Hornbill）
声：モーリス・ラマーシュ/こぶしのぶゆき
インドサイで、アダムたちの担任教師。
Mr. Blowhole
声：モーリス・ラマーシュ
オルカ。
Miss Chameleon
声：ニカ・フッターマン/
カメレオン。
Coach Tiffany Gills
声：ブライアン・ドイル＝マーレイ
保健体育教師である金魚。
Vice-Coach Horace Ferret
Tiffany Gillsの助手であるフェレット。
Mrs. Eugenia Tusk
声：クリー・サマー
食堂で働くメスの象。ジャマイカなまりで話す。
Nurse Jacqueline Gazelle
声：グレイ・デライル
学校の看護師を務める、金髪碧眼のガゼル。
フィニアス（Phineas）
声：里見圭一郎
イルカの学級委員長で、かなりイヤミな性格。

### その他
ケリー（Kerry Anderson）
声：クリー・サマー/
アダムの友人の一人。
Chad
声：トム・ケニー/
アダムが前にいた学校にいるいじめっ子で、アダムをからかって遊んでた。

## サブタイトル

### シーズン1
|     | 原題                                   | 邦題                       |
| --- | -------------------------------------- | -------------------------- |
| 1A  | SHARK ATTACK                           | ディープ・ブル             |
| 1B  | ME ADAM,YOU JAKE                       | アダムを呼ぶジャングル     |
| 2A  | LYON OF SCRIMMAGE                      | ウォーターボーイを忘れない |
| 2B  | BAD NEWS BEAR                          | パンダフル スクールライフ  |
| 3A  | INOCULATION DAY                        | ミュータント・モンキーズ   |
| 3B  | ANIMAL TESTING                         | 天才アダムの世界           |
| 4A  | THE SHEDS                              | テカスネーク               |
| 4B  | SHINY THING                            | キラキラひかる             |
| 5A  | AMAZON KEVIN                           | クロコダイル・ダーティー   |
| 5B  | GRUB DANCE                             | 現金にお菓子を売れ         |
| 6A  | LAW AND ODOR                           | ミス・テイク!!             |
| 6B  | YESTERDAY'S FUNNY MONKEY               | 裸のケツを持つ男           |
| 7A  | IT'S THE SCARY OLD CUSTODIAN ADAM LYON | 最初の絶叫計画             |
| 7B  | MY SCIENCE PROJECT                     | ドキドキ・サイエンス       |
| 8A  | CHEW ON THIS                           | スーパーサイズ・ユー       |
| 8B  | THE A WORD                             | 友よ さらば                |
| 9A  | TWO TONS OF FUN                        | 愛はカフェのかなたに       |
| 9B  | DOCUTRAUMA                             | 原始人間は生きている       |
| 10A | SUPPLIES PARTY                         | アダムからの招待状         |
| 10B | SHE'S KOALA THAT                       | 嫌われコアラの1日          |
| 11A | POLITICAL ANIMALS                      | アダム選挙へ行く           |
| 11B | GUAMS IN SIXTY SECONDS                 | サルのおやつの副作用       |
| 12A | BUBBLE OR NOTHING                      | バブル・ボーイズ           |
| 12B | UP ALL NIGHT                           | オジャマ・パーティー       |
| 13  | KERRY TO DANCE                         | ダンシング・アニマル       |

### シーズン2
|     | 原題                                 | 邦題                           |
| --- | ------------------------------------ | ------------------------------ |
| 14A | LE SWITCHEROO                        | 二人のコーチ                   |
| 14B | I GOT A NEW APTITUDE                 | 動物のお仕事                   |
| 15A | CHEER PRESSURE                       | ザ・チアボーイ                 |
| 15B | BASIC JAKE                           | サタデー・モンキー・フィーバー |
| 16A | TIMES THEY ARE EXCHANGING            | 中学は花ざかり                 |
| 16B | COOL KIDS                            | クール・トリミング             |
| 17A | DISREGARDING HENRY                   | キング・オブ・コメディアン     |
| 17B | NICE MOUSTACHE                       | さるのひげ                     |
| 18A | POOP SCOOP                           | ニュースの秀才                 |
| 18B | LEAF OF ABSENCE                      | 校長の行方                     |
| 19A | I FEAR PRETTIES                      | サイの角のように行け           |
| 19B | MAGIC FISH                           | 魔法をかけられて               |
| 20A | AIN'T TOO PROUD TO EGG               | ベイビー特訓                   |
| 20B | TWO JAKES                            | スクール・クローン・ウォーズ   |
| 21A | JAKE'S DAY OFF                       | 不良少年ジェイク               |
| 21B | LUPE IN LOVE                         | チャールズ・ダーウィンの恋人   |
| 22A | CARNY CRAZY                          | 第四の女                       |
| 22B | UP AND ADAM                          | スクーリング・インフェルノ     |
| 23  | HAVE YOURSELF A JOYFUL LITTLE ANIMAS | ブルー・アニマス               |
| 24A | MAKING THE GRADE                     | 落第はしたくないけれど         |
| 24B | ONE LUMP OF TUTOR                    | 家庭教師は同い年               |
| 25A | PRANKS FOR THE MEMORIES              | 汚れたイタズラ                 |
| 25B | TALKING TEDDY                        | パペットモンスター             |
| 26A | UNIFORMITY                           | みんなは制服が好き!?           |
| 26B | PANTS IN SPACE                       | サルマゲドン                   |

## 長編

### 楽しい演奏旅行（The Big Field Trip）
長編エピソードの1作目として、アメリカで2007年1月14日に放送され、日本では2007年10月8日に放送された。

#### ストーリー
アダムは、年に一度チャールズ・ダーウィン中学で行われる野外演奏旅行へ行くことに。道中、暇潰しにピッコロの練習を始めるアダムだったが、みんなはピッコロの音を聴いた途端に寝始めてしまう。